# Église des Trois-Jumeaux
L'église des trois jumeaux est une église, protégée par les monuments historiques, situé dans la commune de Saints-Geosmes, dans le département français de la Haute-Marne.

## Localisation
L'église est située sur la commune de Saints-Geosmes, à quatre kilomètres au sud de Langres. Elle fait partie de la paroisse Saint Didier de Langres.

## Historique
L'église actuelle a été construite au XIIe siècle, en remplacement de bâtiments préexistants (oratoire du Ve siècle, basilique du VIIIe siècle). Selon la tradition, l'église était destinée à accueillir les reliques de trois martyrs (les saints Jumeaux) venus de Cappadoce au Ve siècle. L'église est remaniée à la fin du XVIIIe siècle, avec notamment la construction d'une nouvelle tour-clocher et construction d'une nouvelle façade.
Installée à une époque inconnue, une abbaye est attestée vers 830, dont le site de l'église fait partie. Transformée en prieuré, cette communauté moniale perdure jusqu'au XVIIIe siècle,
La crypte est partiellement obstruée, probablement à la révolution, ne laissant que trois travées découvertes. Elle est fouillée au XIXe siècle et entièrement dégagée dans les années 1980.
La crypte est classée au titre des monuments historiques par arrêté du 7 septembre 1892, alors que le reste de l'église n'est classé qu'en 1909, par arrêté du 9 juillet 1909.

## Architecture

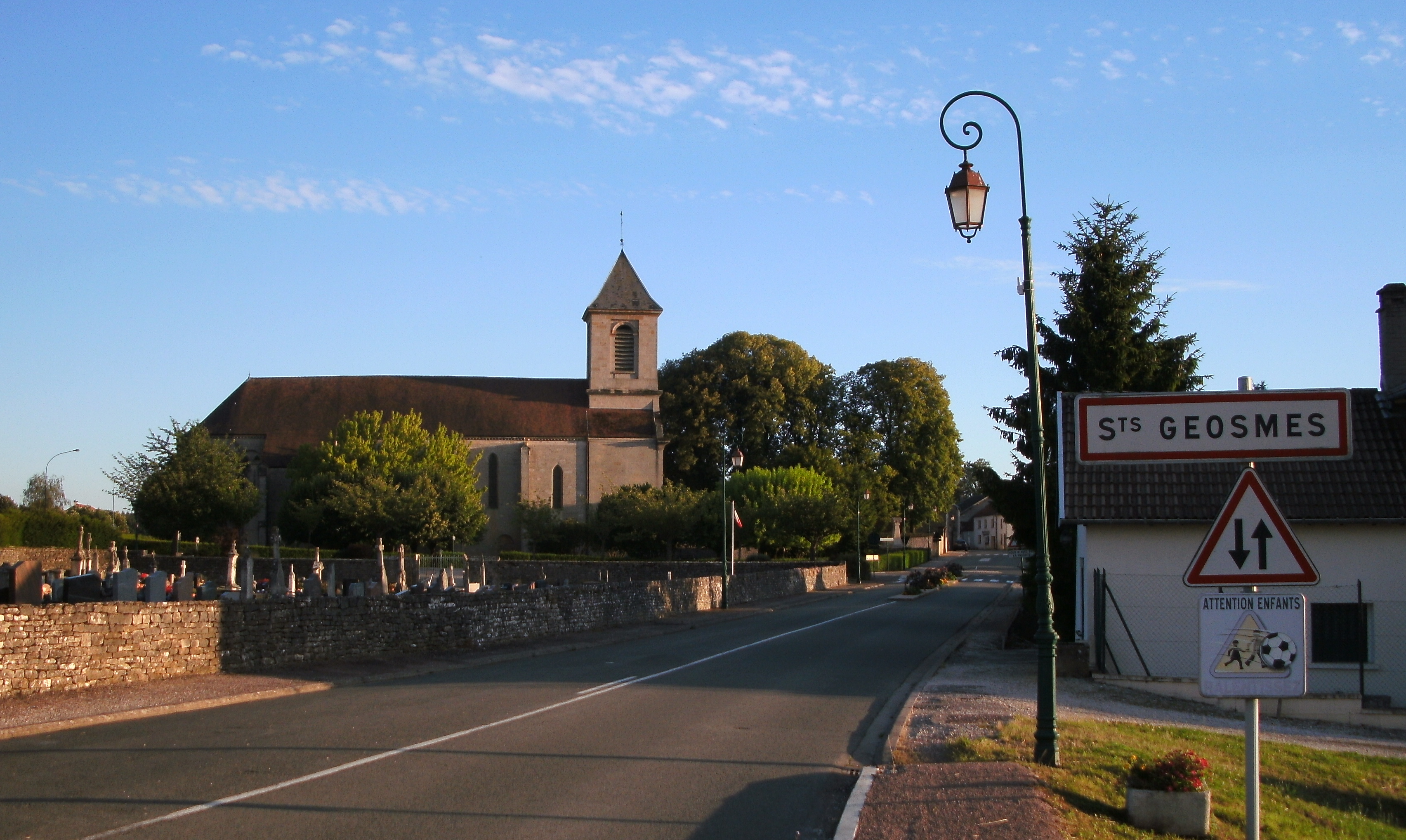
L'église à l'entrée du village

### La crypte
La crypte dans son état actuel remonterait au XIe siècle, mais certains éléments laissent penser qu'elle existait déjà aux VIe ou VIe siècles. Les murs non orthogonaux montrent, en effet, plusieurs campagnes de construction.
La crypte servait de lieu d'inhumation, comme en témoigne la découverte de sarcophages en pierre et un en plomb, mais aussi de lieu de vénération des reliques.
Sur un axe est-ouest, la crypte s'étend sur une longueur de 12 mètres sur 6 mètres, partagée en 3 nefs à voûtes d'arêtes, qui étaient supportées à l'origine par 38 colonnes,. Sur ces 38 colonnes, seules 27 sont subsistantes. Les colonnes se répartissent en 4 rangées dont 2 sont accolées aux murs latéraux. Les chapiteaux de ces colonnes ont un décor différent de feuilles épannelées et dateraient du XIe siècle.
La crypte est délaissée vers le XIIe siècle, date de construction de l'église actuelle.

### L'église
De plan en croix latine, l'église est à nef unique à quatre travées à voûtes d'ogive. L'abside, voûtée en croisée d'ogive, est de forme polygonale avec 7 cotés, portant chacun une fenêtre géminée.

## Mobilier
L'église dispose d'un mobilier d'intérêt,:
- des dalles funéraires des anciens prieurs
- le maitre-autel et son retable de 1851
- un reliquaire du XIIIe siècle, classé à titre objet en 1901[7]
- une piscine baptismale, du XIIIe siècle, classé à titre immeuble en 1909[8],
- plusieurs statues : une vierge à l'enfant du XIVe siècle classé en 1901[9], une statue de Sainte Madeleine du XVIe siècle, classé à titre objet en 1942[10], une statue de Saint-Antoine[11], une autre statue de la Vierge à l'enfant[12] un Christ aux liens[13] et un ensemble de trois statuettes représentant les saint jumeaux, ces derniers des XVIe – XVIIe siècles et classés à titre objet en 1961.